# Gjepalaj
Gjepalaj é uma comuna (em albanês:  komuna) da Albânia localizada no distrito de Durrës, prefeitura de Durrës.